# Niels Ebbesen Medaljen
Niels Ebbesen Medaljen uddeles til danske statsborgere, som har udvist særlig forsvarsvilje eller styrket dansk sammenhold og frihedsånd. Medaljen uddeles af foreningen Niels Ebbesens Venner, som blev oprettet i 1977 på initiativ af modstandsmand og politiassistent Victor Horn, og uddeles særligt til personer, der har udmærket sig under Danmarks modstandskamp eller ved at holde modstandskampens historie i hævd.
Erindringstegnet er indstiftet i anledning af 650 året for nationalhelten Niels Ebbesens død. Niels Ebbesen faldt i slaget ved Skanderborg den 2. november 1340 under et jysk oprør mod de tyske grever. Niels Ebbesen var ligeledes et teaterstykke skrevet i oppositionsånd under besættelsen skrevet af Kaj Munk.

## Modtagere af Niels Ebbesens Medaljen
Blandt tidligere modtagere er:
- 2021: Martin Sundstrøm, forfatter og instruktør, og Simon Bang, instruktør og billedkunstner.[3]
- 2020: Bodil Jørgensen, skuespiller i Hvidstengruppen, og Flemming Østergaard, tidl. debat-redaktør Jyllands-Posten.[4][5]
- 2019: Nauja Lynge, grønlandsk forfatter, og Torben Ørting Jørgensen, Kontreadmiral.[6][7]
- 2018: Peer Henrik Hansen, museumsleder Langelandsmuseum.[8]
- 2017: Mogens Henrik Nielsen, Eli Børge Larsen og Vagn Sørup, frihedskæmpere. [9]
- 2016:Trine Adamsen Vindevoghel
- 2015: Per Stig Møller, tidl. udenrigsminister (K), Bjarne Nielsen Brovst, forfatter, og Peter Nino Sporleder, felt-præst.[10][11]
- 2014: Povl Falk-Jensen, tidl. modstandsmand, Bent Jensen, tidl. professor, og Laurie S. Fulton, tidl. amerikansk ambassadør.[12]
- 2013: Svend Egon Andersen, tidl. medlem af Hvidstengruppen.
- 2011: Farshad Kholghi, debattør.[13]
- 2010: Sven Arvid Birkeland, Forsker i torturofre.[14]
- 2008: Emmy Reitoft, KZ-sygeplejerske. [15]
- 2007: Dorthe Emilie Røssell, forfatter. [16]
- 2002: Michael Aastrup Jensen, folketingsmedlem (V). [17]
- 1997: Palle Norit, tidl. leder af Frømandskorpset og SIRIUS-Patruljen, og Keld Hüttel, tidl. borgmester (S). [18]
- 1991: Stefan G. Rasmussen, tidl. SAS-pilot.[5]

Andre modtagere: tidl. minister Arne Melchior (CD), tidl. krigssejler Erik Kragelund, tidl. modstandsmand og agent Thomas Sneum, tidl. modstandsmand og journalist Viggo Torstensson, modstandsmand og tidl. folketingsmedlem John Mogens Arentoft (K), og tidl. folketingsmedlem Jens Christian Lund (S).